# Torneio de Paris de 1957
O Torneio de Paris de 1957 (em francês: 1957 Tournoi de Paris) foi a primeira edição do Torneio de Paris, campeonato disputado por equipes da Europa e da América do Sul durante o mês de junho. A edição de 1957 tem importância por haver evidências de que tenha sido um fator de influência para a criação da Copa Intercontinental. O Club de Regatas Vasco da Gama se sagrou campeão do I Torneio de Paris, de forma invicta, ao superar o então bicampeão da Copa dos Campeões da Europa, Real Madrid Club de Fútbol, por 4-3 na grande final.
A competição foi organizada pelo Racing Club de Paris. O formato foi o mesmo para todas as edições, sempre disputadas no Parc des Princes, em Paris, capital da França. Ao longo de seu primeiro período de existência (1957–1966, quando organizado pelo Racing Paris), em geral contou com o clube anfitrião, mais um grande clube brasileiro do Rio de Janeiro ou de São Paulo e duas outras equipes europeias. 
A apresentação do Vasco da Gama na final do torneio contra o galático Real Madrid encantou os mais de 65 mil presentes e a imprensa francesa, prestigiando a si e ao futebol brasileiro perante todo o público europeu. Os gols cruzmaltinos foram marcados por Válter Marciano, duas vezes, Vavá e Sabará. Alfredo Di Stéfano, Mateos e Kopa fizeram para a equipe madrilenha. 
O Real Madrid era então considerado o melhor time do mundo por ter vencido as duas primeiras edições da Liga dos Campeões da UEFA (1955-56 e 1956-57), e continuaria conquistando a maior competição europeia nas três edições seguintes (1957-58, 1958-59, 1959-60), conseguindo um pentacampeonato europeu consecutivo, até hoje inalcançado. 
No dia seguinte ao jogo entre Vasco e Real Madrid, Jacques Ferran, jornalista francês cofundador da Copa dos Campeões da Europa, escreveu no jornal L'Équipe: "E então, bruscamente o Real desapareceu literalmente. Seriam as camisas de um vermelho pálido ou os calções de um azul triste que enfraqueciam a soberba equipe espanhola? Não; é que, antes, apareceram subitamente do outro lado os corpos maravilhosos, apertados nas camisas brancas com a faixa preta, de onze atletas de futebol, de onze diabos negros que tomaram conta da bola e não a largaram mais. Durante a meia hora seguinte a impressão incrível, prodigiosa, que se teve é que o grande Real Madrid campeão da Europa, o intocável Real vencedor de todas as constelações europeias estava aprendendo a jogar futebol". Já o jornal France Soir afirmou após o torneio: "O Real Madrid não é o maior time do mundo. Sobre isso, falem com o Vasco da Gama".
O Jornal dos Sports, em coluna de texto quadro em "Monotonia" de Mário Júlio Rodrigues brincando com a derrota do Fluminense e a perda de sua invencibilidade no jogo internacional de Lima, o jornalista citou após isso a conquista do Vasco da Gama como um "mundial de clubes". O triunfo do Vasco no Torneio de Paris de 1957 foi a primeira vitória de uma equipe sul-americana contra um campeão continental europeu. Além disso, nesse quadro "Monotonia" do jornalista foi a primeira vez (antes da criação da Copa Intercontinental) que um clube sul-americano foi chamado de campeão mundial por vencer um campeão da Copa dos Campeões da Europa. 
Em junho de 2023, artigo no site da FIFA sobre a Copa Intercontinental se referiu à final do Torneio de Paris de 1957 como "the most notable" (o mais notável) entre "examples of teams from two continents meeting before 1960" (exemplos de clubes de dois continentes se encontrando antes de 1960 - ou seja, antes da Copa Intercontinental), e que "reflected the possibilities that lay ahead" (refletiu as possibilidades que estavam adiante).

## Reconhecimentos

### Único torneio intercontinental com um clubecampeão europeuantes da criação daCopa Intercontinental

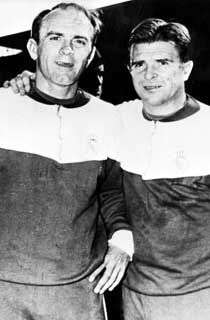
O argentino Alfredo Di Stéfano e o húngaro Ferenc Puskás eram amigos e companheiros no clube espanhol Real Madrid, fazendo parte da geração que conquistaria as cinco primeiras edições da Copa dos Campeões da Europa, o que anos mais tarde renderia o título de "O Maior Clube do Século", eleito em pesquisa da FIFA. Em junho de 1957, o Real Madrid foi derrotado, pela primeira vez após se tornar campeão europeu, por uma equipe não-européia, o brasileiro Vasco da Gama, na final do I Torneio de Paris, levantando dúvidas sobre a invencibilidade do então campeão europeu. Testar a suposta invencibilidade daquele Real Madrid foi uma das razões que deram motivação à criação da Copa Intercontinental.

Entre a primeira coroação de um campeão continental europeu, com o título do Real Madrid na edição inaugural da Copa dos Campeões da Europa (temporada 1955-56, com final realizada em 13/06/1956), e o anúncio da criação da Copa Intercontinental (cuja criação foi anunciada por João Havelange, como convidado, em reunião da UEFA realizada em 08/outubro/1958), houve apenas dois torneios intercontinentais (com times de mais de um continente) com a participação do Real Madrid (que foi campeão europeu em todas as temporadas de 1955-56 a 1959-60). O primeiro foi a Pequena Taça do Mundo de 1956, conquistada pelo Real Madrid, porém a equipe espanhola foi convidada a esta competição antes de sagrar-se campeão europeu. O outro foi o Torneio de Paris de 1957, que acabou sendo assim o primeiro torneio intercontinental (com times de mais de um continente) do qual o Real Madrid aceitou participar após se tornar campeão europeu (temporada 1955-56) em 13/06/1956, tendo aceitado participar deste torneio poucos dias antes de sagrar-se bicampeão europeu 1955-56/1956-57. O Real Madrid só não participou da edição de 1958 do Torneio de Paris porque se preparava para a final da Copa dos Campeões da Europa daquele ano, que seria realizada cinco dias depois; e em 08 de outubro de 1958, foi anunciada a criação da Copa Intercontinental, que seria a disputa euro-sul-americana reconhecida por UEFA e CONMEBOL, assim reduzindo a atratividade de disputa euro-sul-americana que o Torneio de Paris teve em suas 2 primeiras edições.

### Única derrota de umcampeão europeupara um clube não-europeu antes da criação daCopa Intercontinental
No jogo final do Torneio de Paris de 1957, a equipe do Real Madrid foi vencida pelo Vasco da Gama, um clube brasileiro e sul-americano. Esta partida acabaria sendo a única derrota de um campeão europeu (no caso, o Real Madrid, campeão europeu em todas as temporadas de 1955/1956 a 1959/1960) para um rival não-europeu, desde sua conquista da primeira Copa dos Campeões da Europa em 13/06/1956, até a realização da 1ª edição da Copa Intercontinental em 03/07/1960.

### Alegações quanto à influência para a criação daCopa Intercontinental
A derrota do Real Madrid para o Vasco da Gama teve grande impacto na imprensa européia, que registrou que a vitória cruzmaltina elevava o nome do futebol brasileiro na Europa, mostrava que "o Real Madrid não era invencível",  que  "com brasileiros em campo, nada mais existia, nem mesmo o Real Madrid", que "o Real Madrid, campeão da Europa, o qual não há dúvida estava cansado pela temporada pesada que tivera de fazer, mas que, de qualquer maneira, estava inferior à equipe do Vasco da Gama", e que o Vasco, "representante sul-americano" naquele torneio, era uma prova de que o futuro do futebol não era a Europa mas sim a América do Sul. De acordo com um dirigente vascaíno, no Torneio de Paris, o clube mostrou ao mundo o que era o verdadeiro futebol brasileiro, o que viria a ser ratificado logo no ano seguinte, com a conquista da Copa do Mundo de 1958.  
A primeira menção a um encontro intercontinental entre equipes representativas da Europa e da América ocorreu em março de 1957, porém dizia respeito a seleções, não a clubes: seria uma partida entre uma seleção europeia e outra americana (esta, composta de jogadores de seleções sul-americanas), a ser realizada no Estádio Santiago Bernabéu em 1958, organizada pela UEFA antes da Copa do Mundo de 1958. Porém, não ocorreu. 
No que diz respeito a confrontos entre clubes, em 15 de fevereiro de 1958 a imprensa espanhola dava como certa a criação de um torneio sul-americano de clubes, semelhante ao existente na Europa, e em 08 de outubro foi anunciada, por João Havelange, como convidado em reunião da UEFA, a criação das Copas Libertadores e Intercontinental (esta sendo uma confrontação entre os campeões europeu e sul-americano, em partidas de ida-e-volta nos países dos clubes envolvidos, com jogo-desempate, se necessário). A proposta de criação das duas competições teria sido, em parte, com o objetivo de permitir testar a invencibilidade do mesmo Real Madrid, campeão da Europa, contra a melhor equipe da América do Sul. A matéria do jornal El Mundo Deportivo de 09/10/1958 traz declarações do então presidente do Real Madrid, Santiago Bernabéu, de que o clube postulava continuar vencendo a Copa dos Campeões da Europa e poder jogar a final intercontinental contra o campeão sul-americano.

#### Torneio realizado no Parc dos Princes teria inspirado Jacques Goddet a idealizar aCopa Intercontinental
Segundo o jornal Tribuna da Imprensa em 1958, a ideia para a concepção da Copa Intercontinental veio de João Havelange, então presidente da CBD, e de Jacques Goddet, jornalista do L'Equipe, veículo responsável pela criação da Copa dos Campeões da Europa. Ainda segundo a publicação do Tribuna da Imprensa, Jacques era o proprietário e residia no estádio Parc des Princes, onde o Racing Club de Paris mandava suas partidas e onde ocorreu o Torneio de Paris de 1957. De acordo com matéria do Le Corner de 22 de janeiro de 2022, o "visionário jornalista esportivo" Jacques Goddet teria sido inspirado pelo, até então inédito, embate entre "o melhor time da Europa contra o melhor time da América do Sul" e com isso idealizado a criação de uma copa que incluísse clubes de diferentes continentes. Na década de 1970, o mesmo Goddet, também através do L'Equipe, seria um dos primeiros proponentes de que a Copa Intercontinental fosse substituída por um torneio Mundial de Clubes, incluindo, não só sul-americanos e europeus, mas também asiáticos, africanos e norte-centro-americanos.

### Primeiro torneio no qual os clubes teriam atuado como representantes de seus continentes
Algumas fontes sustentam que Vasco da Gama e Flamengo participaram do Torneio de Paris de 1957 e 1958 como representantes do futebol sul-americano, o que, aliado à participação do campeão europeu Real Madrid na edição de 1957 (sendo que o Real Madrid só não participou da edição de 1958 do Torneio de Paris porque se preparava para a final da Copa dos Campeões da Europa daquele ano, que seria cinco dias depois), faria do Torneio de Paris a primeira competição em que clubes teriam atuado como representantes dos seus respectivos continentes, antes mesmo da criação da Copa Intercontinental. 

### Primeira final de competição vista como disputa entre "o melhor time da Europa" e o "melhor time da América do Sul"
Apesar de ter sido organizado como troféu oficioso, a imprensa da época observou a natureza intercontinental da disputa final, como uma disputa Rio de Janeiro vs. Europa: antes da partida entre Vasco e Real Madrid, o jornal Tribuna da Imprensa escreveu: "Ambas as equipes estão credenciadas à conquista do rico troféu que está em jogo e representam a força máxima dos dois centros futebolísticos, pois, enquanto os vascaínos ostentam o título de campeões cariocas, os espanhóis levam o galhardão de haverem conquistado por duas vezes consecutivas a Taça da Europa".  Já o jornal Les Actualités Françaises, em reportagem publicada em 19/06/1957 com imagens narradas da partida,  cita a final entre Vasco da Gama e Real Madrid como o confronto entre "a melhor equipe da América do Sul e o campeão europeu".
Em 1961, o Torneio de Paris seria novamente disputado com características semelhantes à edição de 1957: entre o campeão da Europa (em 1957, o Real Madrid; em 1961, o Benfica) e um gigante brasileiro (em 1957 o Vasco; em 1961, o Santos), e em 1961, a imprensa francesa citou-a igualmente como a final entre "a melhor equipe da América do Sul vs. o campeão europeu", e como um "autêntico título intercontinental extra-oficial" ou "autêntico mundial de clubes".
No entanto, a edição de 1957 do Torneio de Paris (cronologicamente anterior ao anúncio de criação da Copa Intercontinental em 08/outubro/1958) ainda não é reconhecida por UEFA ou CONMEBOL como precursora da Copa Intercontinental.

## Equipes classificadas
| Equipe          | Classificação                                           |
| --------------- | ------------------------------------------------------- |
| Racing de Paris | Clube anfitrião                                         |
| Real Madrid     | Campeão da Taça dos Clubes Campeões Europeus de 1955–56 |
| Rot-Weiss Essen | Campeão do Campeonato Alemão de 1954–55                 |
| Vasco da Gama   | Campeão do Campeonato Carioca de 1956                   |

Notas
1. ↑  O Real Madrid foi convidado à competição 11 dias antes de sagrar-se bicampeão europeu pelas temporadas de 1955–56 e 1956–57,[49][50] e a lista final de participantes (com a equipe madrilena) foi divulgada 7 dias antes,[51] sendo que, desde 22/03/1957, já teria sido cogitado que participariam do torneio Real Madrid, Manchester United ou uma equipe italiana.[52][53]
2. ↑   Equipe representante da Alemanha, então campeã da Copa do Mundo, uma das potências futebolísticas da época. Substituiu o AC Milan, campeão italiano de 1956-57.
3. ↑  A participação do Vasco da Gama no Torneio de Paris de 1957 ocorreu em meio a uma excursão do clube aos EUA e à Europa, na qual o cruzmaltino fez na condição de campeão carioca de 1956. Várias matérias da imprensa europeia da época anunciavam o Vasco como "Campeão do Brasil de 1956" durante sua participação no Torneio de Paris (ainda não existia a Taça Brasil, e o Torneio Rio-São Paulo não foi disputado em 1956).[54][55] A excursão foi divulgada em 02 de janeiro de 1957.[56] Na época, ainda não existia a Copa Libertadores da América (sua criação seria anunciada em 1958 e disputada pela primeira vez em 1960), e o futebol brasileiro era visto na Europa como sendo o melhor futebol da América do Sul. Até aquele momento, o Vasco era o único clube a conquistar um título sul-americano, o Campeonato Sul-Americano de Campeões de 1948 (reconhecido pela CONMEBOL como precursor da Copa Libertadores).

## Partidas

### Esquema
|  | Semifinais          | Semifinais          |   |                     | Final               | Final |  |
|  |                     |                     |   |                     |                     |       |  |
|  | 12 de Junho de 1957 |                     |   |                     |                     |       |  |
|  | Vasco da Gama       | 3                   |   |                     |                     |       |  |
|  | Racing Paris        | 1                   |   |                     |                     |       |  |
|  |                     |                     |   |                     |                     |       |  |
|  |                     |                     |   |                     | 14 de Junho de 1957 |       |  |
|  |                     |                     |   |                     | Vasco da Gama       | 4     |  |
|  |                     | Real Madrid         | 3 |                     |                     |       |  |
|  |                     |                     |   |                     |                     |       |  |
|  |                     |                     |   |                     |                     |       |  |
|  |                     |                     |   |                     | Terceiro lugar      |       |  |
|  | 12 de Junho de 1957 | 12 de Junho de 1957 |   | 14 de Junho de 1957 | 14 de Junho de 1957 |       |  |
|  | Real Madrid         | 5                   |   | Racing Paris        | 7                   |       |  |
|  | Rot-Weiss Essen     | 0                   |   |                     | Rot-Weiss Essen     | 5     |  |

### Semifinais
| 12 de Junho de 1957 | Vasco da Gama                      | 3 – 1     | Racing Paris  | Parc des Princes - Paris       |
| 19:00 (UTC+1)       | Livinho 22' · Pinga 58' · Vavá 67' | Relatório | Guy Sénac 89' | Árbitro: Édouard Harzic - FIFA |

| GOL              | 1  | Carlos Alberto       |
| LD               | 2  | Dario                |
| ZAG              | 3  | Viana                |
| ZAG              | 4  | Orlando              |
| LE               | 6  | Ortunho              |
| VOL              | 5  | Laerte III           |
| MEI              | 7  | Sabará               |
| MEI              | 8  | Livinho              |
| ATA              | 10 | Pinga                |
| ATA              | 11 | Válter Marciano      |
| ATA              | 9  | Vavá                 |
| Substituições:   |    |                      |
| ATA              | 17 | Vadinho              |
| ATA              | 19 | Almir Pernambuquinho |
| Técnico:         |    |                      |
| Martim Francisco |    |                      |

| GOL            | 1  | Jean Taillandier |
| LD             | 2  | Carlos Sosa      |
| ZAG            | 3  | Bernard Lelong   |
| ZAG            | 8  | Bruno Bollini    |
| LE             | 21 | Roger Marche     |
| VOL            | 18 | Bolek Ugorenko   |
| MEI            | 6  | Dalla Cieca      |
| MEI            | 17 | Jean Guillot     |
| ATA            | 7  | Joël Pillard     |
| ATA            | 19 | Thadée Cisowski  |
| ATA            | 11 | Pierre Grillet   |
| Substituições: |    |                  |
| MEI            | 14 | Guy Sénac        |
| Técnico:       |    |                  |
| Gusti Jordan   |    |                  |

| 12 de Junho de 1957 | Real Madrid                                               | 5 – 0     | Rot-Weiss Essen | Parc des Princes - Paris            |
| 21:00 (UTC+1)       | Rial 12' · Mateos 15' · Kopa 54' · Mateos 80' · Gento 87' | Relatório |                 | Árbitro: Louis Fauquemberghe - FIFA |

| GOL             | 1  | Alonso     |
| ZAG             | 3  | Torres     |
| ZAG             | 2  | Marquitos  |
| ZAG             | 21 | Lesmes     |
| VOL             | 18 | Muñoz      |
| VOL             | 6  | Zárraga    |
| MEI             | 17 | Mateos     |
| MEI             | 8  | Rial       |
| ATA             | 7  | Kopa       |
| ATA             | 19 | Di Stéfano |
| ATA             | 11 | Gento      |
| Substituições:  |    |            |
| ZAG             | 4  | Santamaría |
| Técnico:        |    |            |
| José Villalonga |    |            |

| GOL           | 1  | Fritz Herkenrath  |
| ZAG           | 2  | Willi Köchling    |
| ZAG           | 5  | Walter Zastrau    |
| ZAG           | 18 | Heinz Wewers      |
| VOL           | 24 | Willi Grewer      |
| VOL           | 4  | Heinz Ruppenstein |
| MEI           | 20 | Fred Röhrig       |
| MEI           | 6  | Dieter Wöske      |
| ATA           | 10 | Ulrich Kohn       |
| ATA           | 9  | Franz Islacker    |
| ATA           | 21 | Helmut Rahn       |
| Técnico:      |    |                   |
| Elek Schwartz |    |                   |

### Disputa de terceiro lugar
| 14 de Junho de 1957 | Racing Paris | 7 – 5     | Rot-Weiss Essen | Parc des Princes - Paris   |
| 19:00 (UTC+1)       |              | Relatório |                 | Árbitro: André Miel - FIFA |

### Final
| 14 de Junho de 1957 | Vasco da Gama                                                           | 4 – 3     | Real Madrid                           | Parc des Princes - Paris                                                                             |
| 21:00 (UTC+1)       | Válter Marciano 20' · Vavá 32' · Ortunho 61' · Livinho 73' · Sabará 84' | Relatório | Di Stéfano 4' · Mateos 53' · Kopa 89' | Público: 36 457 pagantes 65 000 presentes Renda: Fr$ 20.149.900,00 Árbitro: Jacques Devillers - FIFA |

| Vasco | Real Madrid |

| GOL              | 1  | Carlos Alberto  |
| LD               | 2  | Dario           |
| ZAG              | 3  | Viana           |
| ZAG              | 4  | Orlando         |
| LE               | 6  | Ortunho         |
| VOL              | 5  | Laerte III      |
| MEI              | 7  | Sabará          |
| MEI              | 8  | Livinho         |
| ATA              | 10 | Pinga           |
| ATA              | 11 | Válter Marciano |
| ATA              | 9  | Vavá            |
| Técnico:         |    |                 |
| Martim Francisco |    |                 |

| GOL             | 1  | Alonso     |
| ZAG             | 3  | Torres     |
| ZAG             | 2  | Marquitos  |
| ZAG             | 21 | Lesmes     |
| VOL             | 18 | Muñoz      |
| VOL             | 6  | Ruiz       |
| MEI             | 17 | Mateos     |
| MEI             | 8  | Rial       |
| ATA             | 7  | Kopa       |
| ATA             | 19 | Di Stéfano |
| ATA             | 11 | Gento      |
| Substituições:  |    |            |
| ZAG             | 4  | Santamaría |
| ATA             | 14 | Marsal     |
| Técnico:        |    |            |
| José Villalonga |    |            |

| I Torneio de Paris                  |
| ----------------------------------- |
| Vasco da Gama - CAMPEÃO - (invicto) |